# Bear Flat (Arizona)
Bear Flat es un lugar designado por el censo ubicado en el condado de Gila en el estado estadounidense de Arizona. En el Censo de 2010 tenía una población de 18 habitantes y una densidad poblacional de 32,94 personas por km².

## Geografía
Bear Flat se encuentra ubicado en las coordenadas 34°17′33″N 111°4′3″O / 34.29250, -111.06750. Según la Oficina del Censo de los Estados Unidos, Bear Flat tiene una superficie total de 0.55 km², de la cual 0.55 km² corresponden a tierra firme y (0%) 0 km² es agua.

## Demografía
Según el censo de 2010, había 18 personas residiendo en Bear Flat. La densidad de población era de 32,94 hab./km². De los 18 habitantes, Bear Flat estaba compuesto por el 100% blancos, el 0% eran afroamericanos, el 0% eran amerindios, el 0% eran asiáticos, el 0% eran isleños del Pacífico, el 0% eran de otras razas y el 0% pertenecían a dos o más razas. Del total de la población el 5.56% eran hispanos o latinos de cualquier raza.